# Список населённых пунктов городского округа Серебряные Пруды
В списке представлены населённые пункты городского округа Серебряные Пруды Московской области и их бывшую принадлежность к муниципальным образованиям. Перечень населённых пунктов, их наименование и вид даны в соответствии с Законом Московской области от 21.01.2005 № 29/2005-ОЗ «О статусе и границах Серебряно-Прудского муниципального района и вновь образованных в его составе муниципальных образований». Численность населения дана по результатам Всероссийской переписи 2010 года.
После преобразования Серебряно-Прудского района в городской округ с целью исключения наличия у двух одноимённых населённых пунктов одинаковых категорий постановлением Губернатора Московской области № 202-ПГ от 8 мая 2018 года деревня Николаевка бывшего сельского поселения Узуновское преобразована в село.
В городском округе Серебряные Пруды 82 населённых пункта (1 посёлок городского типа, 3 посёлка, 18 сёл и 60 деревень), ранее бывших в составе одного городского и трёх сельских поселений:
| №  | Населённый пункт    | Тип                     | Население | Муниципальное образование муниципального района до упразднения в 2015 году |
| -- | ------------------- | ----------------------- | --------- | -------------------------------------------------------------------------- |
| 1  | Александровка       | деревня                 | ↗4        | сельское поселение Мочильское                                              |
| 2  | Аннино              | село                    | ↘30       | сельское поселение Мочильское                                              |
| 3  | Барыково            | деревня                 | →54       | сельское поселение Узуновское                                              |
| 4  | Беззубово           | деревня                 | →9        | сельское поселение Узуновское                                              |
| 5  | Беляево             | деревня                 | ↘44       | сельское поселение Узуновское                                              |
| 6  | Благодать           | деревня                 | ↘48       | городское поселение Серебряные Пруды                                       |
| 7  | Бокша               | деревня                 | ↗12       | сельское поселение Узуновское                                              |
| 8  | Большое Орехово     | деревня                 | ↗3        | сельское поселение Узуновское                                              |
| 9  | Большое Рогатово    | деревня                 | ↘47       | сельское поселение Мочильское                                              |
| 10 | Боршово             | деревня                 | ↗52       | сельское поселение Узуновское                                              |
| 11 | Васильевское        | деревня                 | ↗38       | сельское поселение Узуновское                                              |
| 12 | Верхняя Пурловка    | деревня                 | ↗3        | сельское поселение Успенское                                               |
| 13 | Глубокое            | село                    | ↗743      | сельское поселение Узуновское                                              |
| 14 | Дмитриевка          | деревня                 | ↗69       | сельское поселение Успенское                                               |
| 15 | Дмитриевский        | посёлок                 | ↗642      | сельское поселение Успенское                                               |
| 16 | Должиково           | деревня                 | ↘1        | сельское поселение Узуновское                                              |
| 17 | Дудино              | село                    | ↘332      | городское поселение Серебряные Пруды                                       |
| 18 | Елисеевка           | деревня                 | →0        | сельское поселение Успенское                                               |
| 19 | Есипово             | деревня                 | ↘66       | сельское поселение Узуновское                                              |
| 20 | Клёмово             | село                    | ↗177      | сельское поселение Узуновское                                              |
| 21 | Клинское            | село                    | ↘6        | сельское поселение Мочильское                                              |
| 22 | Колеймино           | село                    | ↗104      | сельское поселение Узуновское                                              |
| 23 | Кораблёвка          | деревня                 | ↗12       | сельское поселение Успенское                                               |
| 24 | Кормовое            | село                    | ↗34       | сельское поселение Мочильское                                              |
| 25 | Коровино            | деревня                 | ↗274      | сельское поселение Узуновское                                              |
| 26 | Косяево             | деревня                 | ↘100      | сельское поселение Узуновское                                              |
| 27 | Красновские Выселки | деревня                 | ↘168      | сельское поселение Успенское                                               |
| 28 | Красное             | село                    | ↘5        | городское поселение Серебряные Пруды                                       |
| 29 | Красный Пахарь      | деревня                 | ↗3        | сельское поселение Узуновское                                              |
| 30 | Крутовец            | деревня                 | →6        | сельское поселение Мочильское                                              |
| 31 | Крутое              | село                    | ↗785      | сельское поселение Узуновское                                              |
| 32 | Крытово             | деревня                 | →0        | сельское поселение Узуновское                                              |
| 33 | Кузьминка           | деревня                 | ↘154      | сельское поселение Узуновское                                              |
| 34 | Куньи Выселки       | деревня                 | ↗21       | сельское поселение Мочильское                                              |
| 35 | Курбатово           | деревня                 | ↗11       | сельское поселение Мочильское                                              |
| 36 | Куребино            | село                    | ↗14       | сельское поселение Мочильское                                              |
| 37 | Ламоново            | деревня                 | ↘72       | сельское поселение Мочильское                                              |
| 38 | Ларино              | деревня                 | ↗2        | сельское поселение Узуновское                                              |
| 39 | Ливадия             | деревня                 | ↗12       | сельское поселение Узуновское                                              |
| 40 | Лишняги             | деревня                 | ↘33       | сельское поселение Мочильское                                              |
| 41 | Лошатовка           | деревня                 | ↗15       | сельское поселение Узуновское                                              |
| 42 | Лошатово            | деревня                 | ↗61       | сельское поселение Узуновское                                              |
| 43 | Малое Орехово       | деревня                 | →0        | сельское поселение Узуновское                                              |
| 44 | Малынь              | село                    | ↘2        | сельское поселение Узуновское                                              |
| 45 | Митякино            | деревня                 | ↗108      | сельское поселение Успенское                                               |
| 46 | Мозалово            | деревня                 | ↘13       | сельское поселение Узуновское                                              |
| 47 | Мочилы              | село                    | ↗889      | сельское поселение Мочильское                                              |
| 48 | Мягкое              | село                    | ↘402      | сельское поселение Узуновское                                              |
| 49 | Накаплово           | деревня                 | ↗8        | сельское поселение Узуновское                                              |
| 50 | Невежино            | деревня                 | ↘2        | сельское поселение Узуновское                                              |
| 51 | Нижняя Пурловка     | деревня                 | ↗148      | сельское поселение Успенское                                               |
| 52 | Николаевка          | деревня                 | ↘1        | сельское поселение Мочильское                                              |
| 53 | Николаевка          | село                    | ↗8        | сельское поселение Узуновское                                              |
| 54 | Никольское          | деревня                 | ↗12       | сельское поселение Узуновское                                              |
| 55 | Новоклёмово         | посёлок                 | ↗897      | сельское поселение Узуновское                                              |
| 56 | Новомойгоры         | деревня                 | ↘58       | сельское поселение Узуновское                                              |
| 57 | Новосёлки           | деревня                 | ↗12       | сельское поселение Узуновское                                              |
| 58 | Озерки              | деревня                 | ↗59       | сельское поселение Мочильское                                              |
| 59 | Песочное            | деревня                 | ↘24       | сельское поселение Узуновское                                              |
| 60 | Петрово             | село                    | ↘838      | сельское поселение Узуновское                                              |
| 61 | Петровские Выселки  | деревня                 | ↗12       | сельское поселение Узуновское                                              |
| 62 | Подхожее            | село                    | ↘958      | сельское поселение Мочильское                                              |
| 63 | Растрехаевка        | деревня                 | ↘5        | городское поселение Серебряные Пруды                                       |
| 64 | Савинка             | деревня                 | →0        | сельское поселение Успенское                                               |
| 65 | Свиное              | деревня                 | →0        | сельское поселение Узуновское                                              |
| 66 | Семёнково           | деревня                 | ↗7        | городское поселение Серебряные Пруды                                       |
| 67 | Серебряные Пруды    | посёлок городского типа | ↘8736     | городское поселение Серебряные Пруды                                       |
| 68 | Серково             | деревня                 | ↗116      | сельское поселение Успенское                                               |
| 69 | Скородня            | деревня                 | ↘19       | сельское поселение Узуновское                                              |
| 70 | Старомойгоры        | деревня                 | ↗7        | сельское поселение Узуновское                                              |
| 71 | Степановка          | деревня                 | ↘14       | сельское поселение Узуновское                                              |
| 72 | Столбовка           | деревня                 | ↘3        | сельское поселение Узуновское                                              |
| 73 | Титеево             | деревня                 | ↘1        | сельское поселение Узуновское                                              |
| 74 | Толстые             | деревня                 | ↗6        | сельское поселение Узуновское                                              |
| 75 | Тютьково            | село                    | ↗70       | сельское поселение Узуновское                                              |
| 76 | Узуново             | село                    | ↘3417     | сельское поселение Узуновское                                              |
| 77 | Успенский           | посёлок                 | ↗2635     | сельское поселение Успенское                                               |
| 78 | Филино              | деревня                 | ↗1        | сельское поселение Узуновское                                              |
| 79 | Шеметово            | деревня                 | ↗986      | сельское поселение Мочильское                                              |
| 80 | Яблонево            | деревня                 | ↘9        | сельское поселение Мочильское                                              |
| 81 | Якимовка            | деревня                 | ↗77       | сельское поселение Мочильское                                              |
| 82 | Яковлевское         | деревня                 | ↗48       | сельское поселение Узуновское                                              |